# Ев Кюрі
Ев Кюрі (фр. Ève Curie Labouisse, також поширений варіант Єва Кюрі; 6 грудня 1904, Париж — 22 жовтня 2007, Нью-Йорк) — французько-американська письменниця, журналістка, піаністка і політична діячка польського походження. Учасниця руху Вільна Франція, військова кореспондентка. Авторка бестселлера-біографії своєї матері, Марії Кюрі, і номінованованого на Пулітцерівську премію воєнного репортажу «Подорож серед воїнів». З 1960-х років — активна учасниця програм з допомоги дітям під егідою UNICEF. Довгожителька.

## Дитинство
Ев Кюрі народилася 6 грудня 1904 року в Парижі, молодшою дочкою Марії Склодовської-Кюрі і П'єра Кюрі, сестрою Ірен (нар. 1897). Ев не знала свого батька, який трагічно загинув внаслідок нещасного випадку (потрапив під кінний екіпаж), коли їй було два роки. Після аварії матері з донькою допомагав тесть Юджин Кюрі, але невдовзі (у 1910) він помер. Таким чином, Марія Кюрі сама виховувала дітей, інколи з допомогою гувернанток. Пізніше Ев зізналася, що їй бракувало уваги з боку матері, і лише в підлітковому віці вона відчула сильний емоційний зв'язок з матір'ю.
Обидві сестри, хоча й були громадянками Франції (Ев пізніше прийняла громадянство США) і їх першою мовою була французька, також зберегли усвідомлення свого польського походження і знали польську. 1911 року разом з матір'ю відвідали Польщу, основною метою їх візиту була зустріч із сестрою Марії Склодовської-Кюрі Броніславою, що перебувала тоді в санаторії. У Польщі вони здійснювали кінні прогулянки й кількаденні походи в гори.

## Молодість
В 1921 16-річна Ев Кюрі здійснила першу подорож за океан: на катері «Olympic» разом з сестрою і матір'ю вони попливли до Нью-Йорка. Марію Склодовську-Кюрі, як дворазову лауреатку Нобелівської премії, зустрічали там з почестями, а її доньки одночасно виконували функцію «тілохранительок» — звикла до наукової зосередженості, мати не відчувала себе комфортно об'єктом почестей. Еву місцеві газети описали як «дівчину з радієвими очима» (англ. the girl with radium eyes).
По поверненню в Париж Ев, як і її сестра Ірен, навчалася в Коледжі Севіньє (фр. Collège Sévigné) у Парижі, який закінчила 1925 року зі ступенем бакалавра природничих наук і філософії. Паралельно навчалась гри на фортепіано і перший свій концерт дала в Парижі 1925 року. Пізніше багаторазово концертувала в Парижі та передмістях, а також у Бельгії.
Після того, як Ірен у 1926 році одружилася з Фредеріком Жоліо, Ев продовжувала жити з матір'ю в Парижі, супроводжуючи її у подорожах країною, а також до Італії, Бельгії, Швейцарії, а в 1932 — разом з тодішнім президентом Чехословаччини Томашем Масариком — до Іспанії. Втім, на відміну від матері, Еву не приваблювали природничі і точні науки, натомість приваблювали гуманітарні науки і світське життя.

## Біографія матері
Після смерті матері 1934 року, Ев Кюрі вирішила написати її біографію, усамітнившись для цього у невеличкому французькому містечку Отей, впорядковуючи документи й листи, залишені матір'ю. Восени 1935 відвідала Польщу в пошуках інформації про дитинство матері. Плодом цієї роботи стала біографія «Мадам Кюрі» (Madame Curie), що вийшла 1937 року у Франції, Великій Британії, Італії, Іспанії, США та інших країнах. У Польщі ця робота вперше вийшла друком 1938 року під назвою «Марія Кюрі» (Maria Curie).
Книга здобула величезну популярність у багатьох країнах, вже 1937 року вона була відзначена нагородою National Book Award, а 1943 була екранізована компанією Metro-Goldwyn-Mayer. Щоправда, пізніше цю книгу історики науки критикували за агіографічний підхід, наприклад чималий скандал викликали заяви про не описані у біографії стосунки Марії Кюрі по смерті чоловіка з його колишнім студентом, а згодом фізиком Полем Ланжевеном.
Окрім біографії, Ев Кюрі протягом багатьох років публікувала під псевдонімом музичні рецензії у тижневику Candide, а також статті про театр, музику і кіно в інших паризьких часописах.

## Учасниця Руху опору
Після початку Другої світової війни в 1939 році Ев Кюрі була призначена керівницею жіночого відділу французького комісаріату з інформації (фр. Commissaire général à l'information), який щойно очолив драматург Жан Жіроду. Після нападу Німеччини на Францію Ев Кюрі 11 червня 1940 виїхала з Парижа, і після капітуляції Франції втекла, разом з іншими біженцями, на борту переповненого й обстрілюваного німецькими літаками корабля до Англії. Там вона приєдналася до руху Вільна Франція, очолюваного Шарлем де Голлем, за що Режим Віші позбавив Еву Кюрі французького громадянства і конфіскував майно.
Більшу частину воєнного часу Ев Кюрі провела у Великій Британії, де зустрілася з Вінстоном Черчиллем, а також відвідала польські війська в Шотландії, і США, де читала лекції і писала для американських газет, у тому числі «New York Herald Tribune» (сучасна «International Herald Tribune»). У 1940 була прийнята в Білому домі першою леді США Елеонорою Рузвельт. Під впливом цього візиту здійснила кілька виступів під назвою «Французькі жінки і війна» (англ. French Women and the War), у травні 1940 щомісячник «The Atlantic Monthly» опублікував тексти цих виступів.
У період з листопада 1941 по квітень 1942 Ев Кюрі працювала військовою кореспонденткою в Африці, СРСР та Азії, в цей період вона стала свідком, зокрема, британського наступу в Єгипті і Лівії у грудні 1941 року, а також наступу радянських військ під Москвою в січні 1942 року. Під час цієї кількамісячної поїздки, протягом якої вона здолала понад 60 000 км, Ев Кюрі неодноразово мала можливість зустрітися з польськими солдатами, що воювали на Близькому Сході і долучались до щойно створеної Польської Армії В СРСР генерала Владислава Андерса; зустрічалась з шахом Ірану Мохаммедом Реза Пехлеві, генералісимусом Чан Кайші i Магатмою Ганді. Звіти з подорожі публікувалися в американських газетах, а в 1943 були зібрані у книзі «Подорож серед військових» (англ. Journey Among Warriors), що в 1944 була номінована на Пулітцерівську премію (щоправда премії не здобула, тоді премія дісталася Ернесту Тейлору Пайлу).

## Політична діяльність
Після визволення Франції в 1944—1949 Кюрі працювала в часописі «Paris-Presse», також активно діяла у сфері політики. Зокрема, в уряді Шарля де Голля займалася справами жінок; в 1948 разом з групою інших відомих європейських інтелектуалів підтримує створення держави Ізраїль. В 1952—1954 роках працювала спеціальною радницею Генерального секретаря НАТО, яким на той час був Гастінгс Лайонел Ісмей. 19 листопада 1954 року одружилася з американським політиком і дипломатом Генрі Річардсоном Лабуассом, який в 1962—1965 був послом США в Греції. В 1958 отримала громадянство США.

## Робота вUNICEF
В 1965 чоловік залишив роботу в адміністрації США, а секретар ООН У Тан запропонував йому посаду директора організації UNICEF, що займається допомогою дітям. Цю функцію Лабуасс виконував до 1979 року; активно підтримувала його і Кюрі, яку часом називали «Першою леді UNICEF». Разом вони відвідали понад 100 країн, переважно третього світу, які одержували допомогу UNICEF; в 1965 вона з чоловіком прийняла Нобелівську премію миру, що була вручена організації UNICEF. Двічі після війни Ев Кюрі відвідувала Польщу — в 1967 році з нагоди відкриття Музею Марії Склодовської-Кюрі у Варшаві, а потім — в 1999 році.

## Останні роки
Після смерті чоловіка в 1987 році Ев жила в Нью-Йорку. Вони з чоловіком не мали дітей, її відвідувала Енн Перець, єдина донька Лабуасса від першого шлюбу. У грудні 2004 року Ев Кюрі відзначала сторіччя, її особисто відвідав генеральний секретар ООН Кофі Аннан, привітальні листи надіслали президенти США (Джордж Буш) і Франції (Жак Ширак). 2005 була нагороджена Орденом Почесного легіону. Померла в своїй резиденції у Манхетені у віці 102 років.